# Paul Fogelberg
Paul Erik Fogelberg, född 26 augusti 1935 i Björneborg, är en finländsk geograf. 
Fogelberg blev filosofie doktor 1970, var docent vid Helsingfors universitet 1971–1982, innehavare av svenskspråkig professur där 1982–1998 och tillika universitetets andre prorektor 1992–1998. Han disputerade på en avhandling om Yttre Salpausselkä och har därtill publicerat bland annat läroböcker för grundskola och gymnasium. Han har innehaft talrika förtroendeuppdrag inom den vetenskapliga världen och verkat som redaktör för ett flertal vetenskapliga publikationer.